# Землетрясение в Балыкесире (2025)
10 августа 2025 года в 19:53 по турецкому времени произошло землетрясение магнитудой 6,1 в районе Сындыргы города Балыкесир, Турция, в 10 км (6,2 мили) к юго-юго-западу от Бигадича. Один человек погиб и 52 получили ранения.

## Тектоническая обстановка
Западная часть Анатолии входит в зону активной тектонической активности растяжения, которая простирается на запад через Эгейскую плиту до Коринфского залива. Это расширение является результатом отката Африканской плиты, погружающейся под Эгейскую плиту. Предыдущие землетрясения в этом районе включают в себя последовательность из трёх разрушительных событий в период 1969–1970 годов: Демирджийское землетрясение 1969 года, Алашехирское землетрясение 1969 года и Гедизское землетрясение 1970 года.

## Землетрясение
Геологическая служба США (USGS) сообщила о землетрясении магнитудойM ww 6.1. Его эпицентр находился в 10 км (6,2 мили) к юго-юго-западу от Бигадича в провинции Балыкесир.  Обсерватория Кандилли сообщила, что эпицентр землетрясения находился недалеко от районов Алакыр и Сындыргы и находился на глубине 7,7 км (4,8 мили). Эпицентр землетрясения находится недалеко от западного конца зоны Симавского разлома, который, как считается, ответственен за событие Демирджи 1969 года.
Землетрясение имело максимальную интенсивность по модифицированной шкале Меркалли IX ( сильное ) ощущалось даже в таких местах, как Стамбул, Измир, Айдын, Эскишехир и Текирдаг. К 13 августа в 9:30 по местному времени было зарегистрировано 1235 афтершоков, из которых 19 превысили магнитуду 4,0, включая событие магнитудой 4,2 в 17:15 UTC.
Главному толчку землетрясения предшествовала серия предварительных толчков, при этом за предыдущие три дня произошло три события магнитудой >3.

## Влияние
Два минарета были повреждены или разрушены в Сындыргы. Трехэтажный жилой дом рухнул, 426 зданий получили серьезные повреждения и 61 получили легкие повреждения. 82-летний мужчина скончался после того, как его спасли из обрушившегося здания, а 52 человека были первоначально госпитализированы из-за травм или паники. Восемь домов также были повреждены в Манисе. Большинство из рухнувших или получивших повреждения зданий были необитаемыми и заброшенными. Также в сельской местности недалеко от Одунпазары в провинции Эскишехир образовался провал в земле.
Около 1100 человек поисково-спасательной службы и 50 групп по оценке ущерба были направлены в пострадавшие районы. Владелец и подрядчик здания в Сындыргы, в котором был зафиксирован смертельный случай, был взят под стражу по подозрению в «причинении смерти и травм по неосторожности».